# Derrimut (Victoria)
Derrimut ist ein Stadtteil von Melbourne, Victoria und liegt 18 km vom Zentrum von Melbourne entfernt. Er gehört zum Verwaltungsgebiet von Brimbank City. Bei der Volkszählung 2016 betrug die Einwohnerzahl 8269.
Das vorher vorwiegend landwirtschaftlich genutzte Gebiet wuchs ab etwa 2003, als die Erschließung von Brimbank Gardens begann. Zwischen 2001 und 2006 wuchs die Bevölkerung an, da neue Wohnanlagen gebaut wurden und auch einzelne Firmen sich in Derrimut niederließen. Der Ort wurde nach dem Aborigine-Arweet Derrimut benannt, der im 19. Jahrhundert im Gebiet von Melbourne lebte. 
Vom 1. Juni 1866 bis 1918 befand sich auf dem damals noch bäuerlich genutzten Gelände ein Postbüro. Später diente der Ort als Trainings- und Konferenzzentrum für Imperial Chemical Industries (heute Orica). Von 1964 bis 1996 wurde das Gelände von der Universität Melbourne im Studiengang Landwirtschaft genutzt. Auch die Victoria University bot in den späten 1980ern dort Kurse an. 